# 뤼크 홀츠
뤼크 홀츠(Luc Holts, 1969년 6월 14일 ~ )는 룩셈부르크의 전 축구 선수이자 현 축구 지도자로 선수 시절 미드필더로 활약했다. 또한 2010년부터 현재까지 룩셈부르크 축구 국가대표팀의 감독직을 맡고 있으며 룩셈부르크 축구 대표팀 역사상 파울 필립, 파울 파이어스타인 다음으로 역대 최장수 사령탑이다.

## 선수 시절

### 클럽
1990년 레드 보이즈 디페르당주에서 데뷔한 이후 1992년부터 1999년까지 아베니어 베겐의 핵심 미드필더로 활약하며 룩셈부르크 내셔널디비전 2회 우승 및 2번의 리그 3위, 룩셈부르크컵 2회 우승 및 1회 준우승에 기여했고 1999년부터 2007년까지는 에첼라 에텔부르크의 선수 겸 감독으로 활약하며 리그 2회 연속 준우승, 룩셈부르크컵 1회 우승 및 2회 연속 준우승의 성과를 이끌었다.

### 국가대표팀
1991년 10월 포르투갈과의 친선 경기에서 국제 A매치 데뷔전을 치렀고 1995년 9월 6일 몰타와의 UEFA 유로 1996 예선 5조 8차전에서 A매치 데뷔골을 결승골로 장식하며 팀의 1-0 승리를 이끌었다.
이후 2002년까지 A매치 통산 55경기 1골을 기록했고 2002년 10월 16일 루마니아와의 UEFA 유로 2004 예선 2조 2차전을 끝으로 국가대표팀 은퇴를 선언했다.

## 지도자 경력

### 룩셈부르크 U-21 대표팀
2007-08 시즌 종료 후 선수에서 완전히 은퇴한 뒤 룩셈부르크 U-21 대표팀의 감독으로 부임하며 전업 감독직을 처음으로 수행한 뒤 2010년까지 U-21 대표팀을 이끌었다. 

### 룩셈부르크 A대표팀
2010년부터 룩셈부르크 A대표팀의 사령탑을 맡아 UEFA 유로 2012 예선과 2014년 FIFA 월드컵 유럽 지역 예선 등 공식 국제 대회들을 통해 오랜 시간동안 패배에 익숙해져 있던 팀을 쉽게 지지 않는 팀으로 탈바꿈시켰고 2018-19년 UEFA 네이션스리그 D에서도 3승 1무 2패·2조 2위의 호성적으로 차기 시즌 네이션스리그 C 승격을 이끌었다.
그리고 2022년 FIFA 월드컵 유럽 지역 예선 A조 8경기에서 3승 5패·조 4위라는 룩셈부르크 축구 역사상 월드컵 유럽 지역 예선 최고 성적과 통산 3번째 탈꼴찌를 이끈 뒤 UEFA 유로 2024 예선 J조 10경기에서도 5승 2무 3패·조 3위라는 룩셈부르크 축구 역사상 유로 대회 예선 역대 최고 성적을 거두며 사상 첫 메이저 대회 예선 플레이오프 진출이라는 큰 성과를 이끌어내는 등 만년 꼴찌에 머물렀던 룩셈부르크의 성공적인 세대 교체를 이뤄냈다.

## 수상

### 클럽 (선수)
아베니어 베겐
- 룩셈부르크 내셔널디비전 : 우승 (1992-93, 1993-94), 3위 (1994-95, 1998-99)
- 룩셈부르크컵 : 우승 (1992-93, 1993-94), 준우승 (1997-98)

에첼라 에텔부르크 (선수 겸 감독)
- 룩셈부르크 내셔널디비전 : 준우승 (2004-05, 2006-07)
- 룩셈부르크컵 : 우승 (2000-01), 준우승 (2002-03, 2003-04)

### 개인 수상
- 룩셈부르크 올해의 선수 : 1993